# هنري هيتشكوك
هنري هيتشكوك (بالإنجليزية: Henry Hitchcock) هو محامي أمريكي، ولد في 3 يوليو 1829، وتوفي في 18 مارس 1902.